# Don't Die, Mr. Robot!
Don't Die, Mr. Robot! es un videojuego de acción desarrollado por el estudio independiente británico Infinite State Games. El juego fue lanzado en 2014 para PlayStation Vita, y en 2016 para PlayStation 4 y iOS. Una versión mejorada del juego fue lanzada en 2018 para Nintendo Switch titulada Don't Die, Mr. Robot! DX.

## Trama
Al personaje principal, Mr. Robot, le gusta comer frutas, pero cuando las come, explota. Un día, drones robóticos se apoderan del electro-abyss, y Mr. Robot deberá comer frutas para eliminar a los enemigos con las explosiones.

## Jugabilidad
Los jugadores controlarán a Mr. Robot en el campo de juego, donde aparecerán variedades de enemigos en los bordes de la pantalla, cada uno con diferentes patrones de ataque. El protagonista se encuentra indefenso, pero se pueden encontrar frutas en el campo de juego que explotarán al ser tocadas. Si un enemigo se encuentra en el rango de la explosión, morirá, y cada segmento dejará caer una moneda, que podrá ser gastada en potenciadores, personajes y cosméticos desbloqueables. Si se encontraba otra fruta dentro del rango de la explosión, también explotará y comenzará un multiplicador. También se pueden ganar puntos al acercarse a los enemigos, obteniendo un bonus por peligro.